# Lennart Lilliehöök
Lennart Lilliehöök, född 9 september 1872 på Västerberg, Ovansjö församling, Gävleborgs län, död 7 oktober 1950 i Oscars församling, Stockholm
,, var en svensk militär (generallöjtnant).

## Biografi

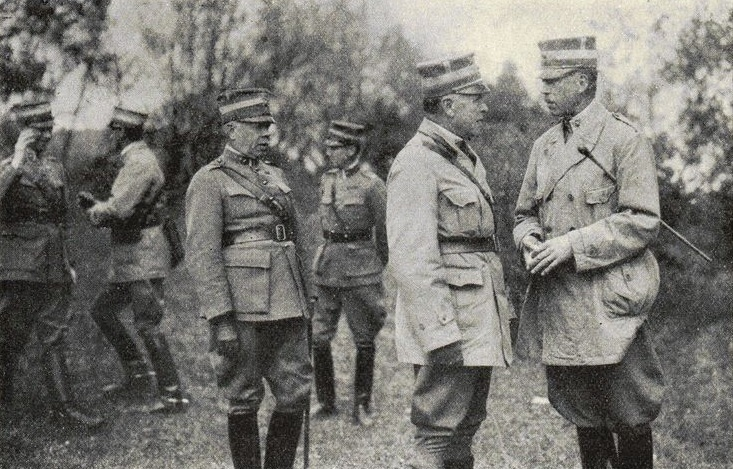
Lilliehöök (näst längst till höger) under kavalleriorganisationsförsöken 1933.

Lilliehöök blev 1890 volontär vid Göta artilleriregemente samt avlade mogenhetsexamen och blev sergeant vid detta regemente 1892. Han tog examen vid krigsskolan 1893 och blev senare samma år underlöjtnant vid Göta artilleriregemente. 1894 transporterades han som underlöjtnant till Svea artilleriregemente. Lillehöök genomgick Artilleri- och ingenjörhögskolan 1896-1898 och Krigshögskolan 1898-1900. Han befordrades till löjtnant vid Svea artilleriregement 1898.
1903 utnämndes Lilliehöök till stabsadjutant och löjtnant vid generalstaben, och 1905 (1910?) blev han stabsadjutant och kapten där, samt kapten vid Upplands artilleriregemente. Han avancerade till major i armén 1913 samt till överadjutant och major vid generalstaben 1914. Två år senare blev han överstelöjtnant vid generalstaben och erhöll 1917 samma titel vid Wendes artilleriregemente. 1919 blev han överste i armén, samt 1922 tillika chef för Wendes artilleriregement. Han avslutade sin militära bana som brigadchef vid Östra arméfördelningen 1927 samt var från 1928 även inspektör för militärläroverken.
År 1930 blev han generalmajor och var åren 1932–1936 chef för Västra arméfördelningen.

## Utmärkelser
Lillihöök erhöll ett flertal svenska ordnar samt även en utländsk (ryska Sankt Annas ordens 3:e klass 1909). Han blev såväl riddare (1914) som kommendör av andra klassen (1922) och av första klassen (1926) av Svärdsorden samt vidare riddare av Vasaorden (1916). 1915 blev han ledamot av Kungliga Krigsvetenskapsakademien.

## Privatliv
Lilliehöök var son till majoren Gösta Lilliehöök och Gunilla Wærn samt bror till Bertil och Gösta Lilliehöök. Lilliehöök var ägare av Kämpasten vid Sigtuna. Han gifte sig 1904 på Forsbacka bruk i Valbo med Signe Lundeberg (1883-1961), dotter till statsministern och bruksägaren Christian Lundeberg och Anna Elfbrink. Han var far till Svante Lilliehöök. En dotter till makarna Lilliehöök var gift med Akke Kumlien. Lilliehöök avled 1950 och gravsattes på Sigtuna kyrkogård.